# Попешти (Клуж)
Попешти (рум. Popești) насеље је у Румунији у округу Клуж у општини Бачу. Oпштина се налази на надморској висини од 527 m.

## Становништво
Према подацима из 2002. године у насељу је живело 575 становника.

### Попис2002.
| Расподела становништва по националности 2002.‍ | Расподела становништва по националности 2002.‍ | Расподела становништва по националности 2002.‍ | Расподела становништва по националности 2002.‍ | Расподела становништва по националности 2002.‍ |
| --------------------------------------------- | --------------------------------------------- | --------------------------------------------- | --------------------------------------------- | --------------------------------------------- |
|                                               |                                               |                                               |                                               |                                               |
| Румуни                                        | Румуни                                        |                                               | 566                                           | 98,4%                                         |
| Мађари                                        | Мађари                                        |                                               | 9                                             | 1,6%                                          |